# Faculdade de Ciências da Nutrição e Alimentação da Universidade do Porto
A Faculdade de Ciências da Nutrição e Alimentação da Universidade do Porto (FCNAUP) é um estabelecimento de Ensino Superior da Universidade do Porto dedicada ao ensino na área das Ciências da Nutrição.  
A FCNAUP ministra a Licenciatura em Ciências da Nutrição e vários Mestrados e Doutoramentos.
A FCNAUP é a mais recente unidade orgânica da Universidade do Porto, constituída em 1996, tendo adoptado a designação actual em 1999. A Faculdade desenvolveu-se a partir do Curso de Nutricionismo da Universidade do Porto, criado em 1976 e que conferia o bacharelato em Nutricionismo. A FCNAUP continua a ser a única Faculdade pública nacional a conferir o grau de Licenciado em Ciências da Nutrição. 